# 札幌医療保険事務学院
札幌医療保険事務学院(さっぽろいりょうほけんじむがくいん)とは、北海道札幌市にある教育訓練施設。日本医療保険事務学院協会会員。学校長は山本禎子。

## 概要
昭和45年に当校開校後、学院三代目校長に山本が就任。日本医師会認定「医療秘書」、「医療保険事務士」の教育を主とし、就職先医療機関等へのサポート、専門学校非常勤講師を山本が勤めるほか、毎週一回FMラジオカロスサッポロ 78.1MHzにて"介護と福祉のふれ愛ステーション"番組パーソナリティとして山本が情報発信者ともなる。

## 所在地など
札幌医療保険事務学院(日本医療保険事務学院協会会員)

### 事務局
〒060-0001
札幌市中央区北1条西2-9　オーク札幌ビル7F

### 教室
〒060-0807
札幌市北区北7条西1丁目1-11　バームハイツ札幌601号室